# Konstantin Stepanowitsch Melnikow
Konstantin Stepanowitsch Melnikow (russisch Константин Степанович Мельников, wiss. Transliteration Konstantin Stepanovič Mel'nikov; * 22. Julijul. / 3. August 1890greg. in Moskau; † 28. November 1974 ebenda) war ein sowjetischer Architekt, der zu den Rationalisten gezählt wird.

## Leben

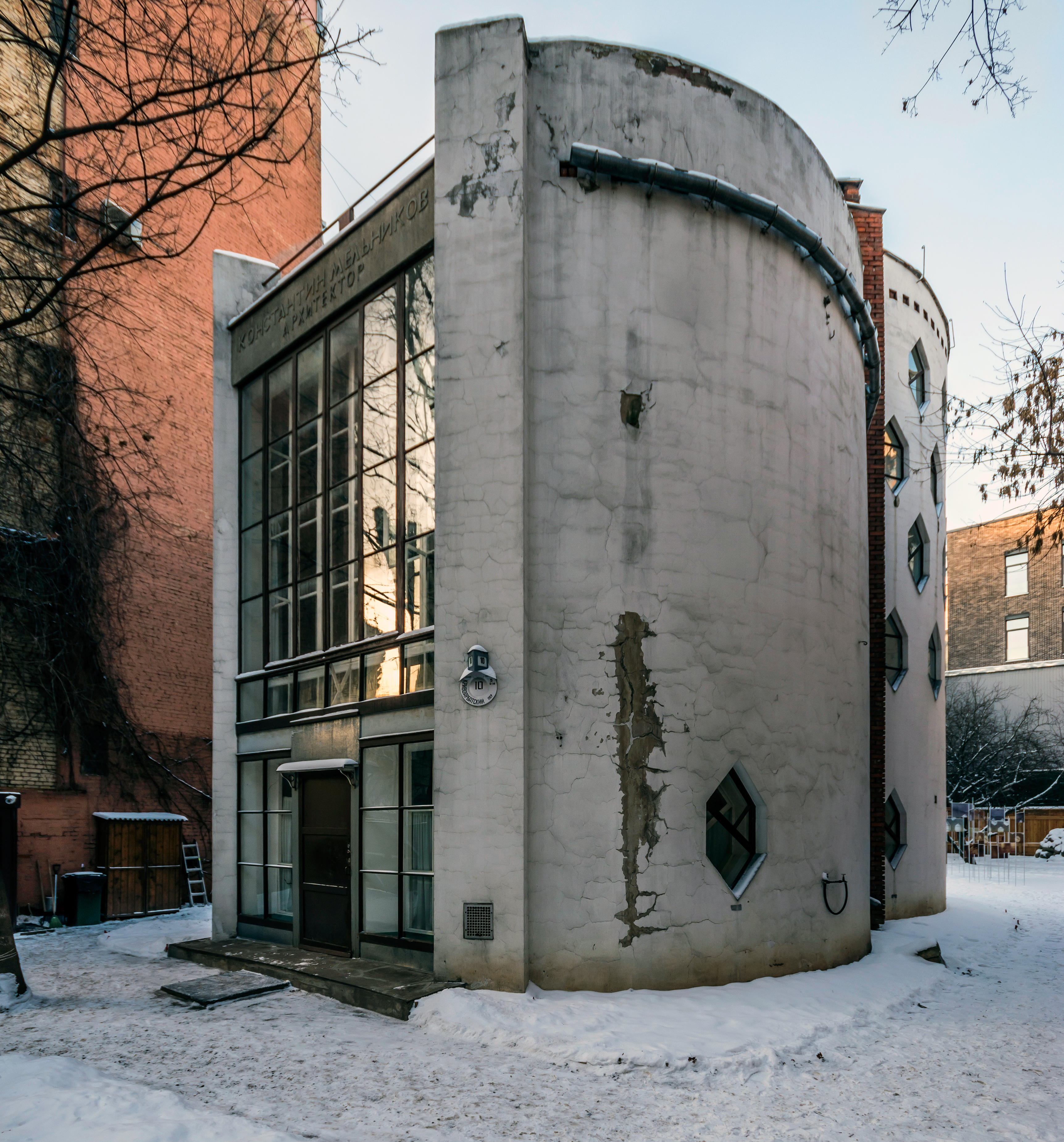
Melnikow-Haus in Moskau, fotografiert im Jahr 2016.

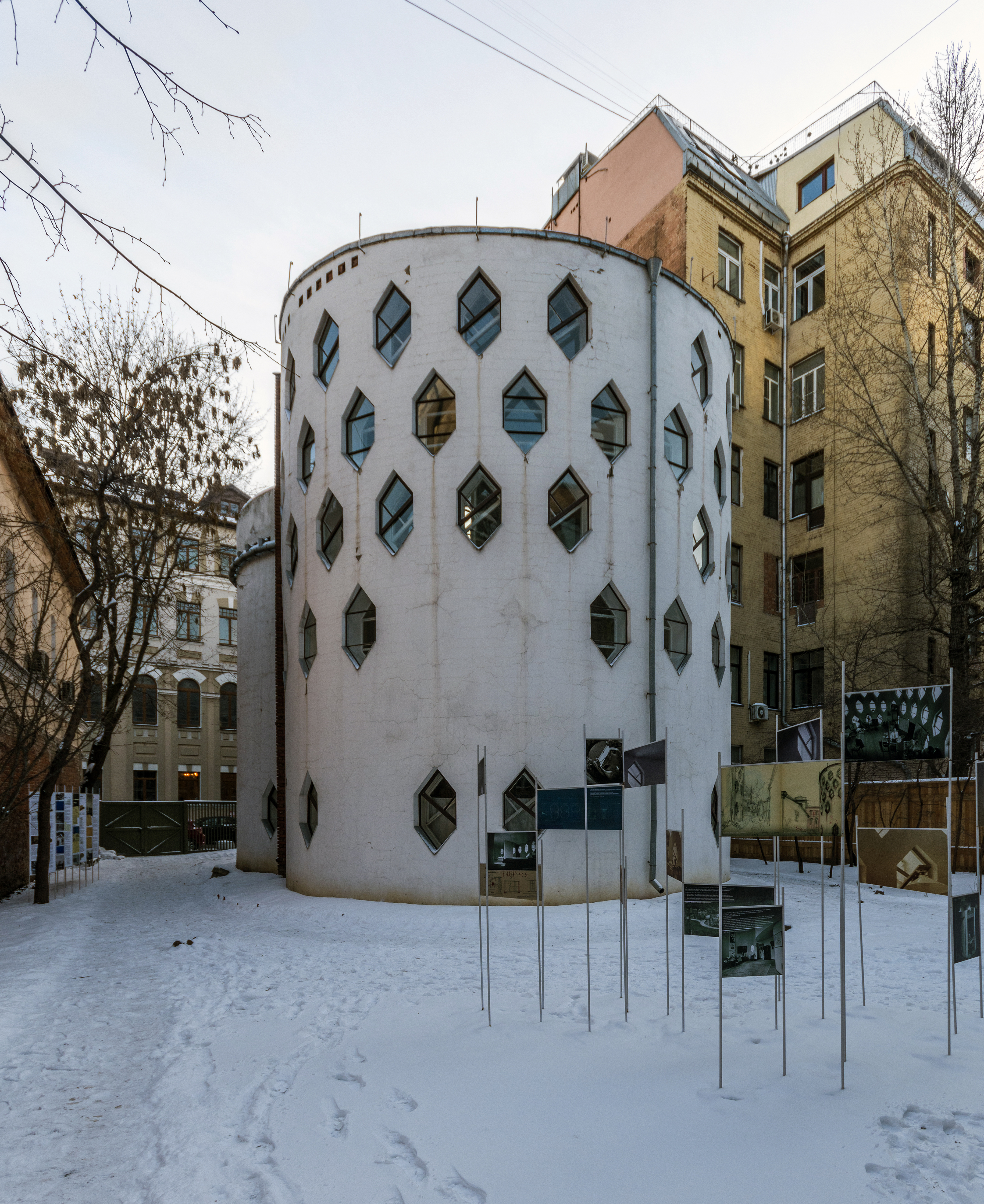
Melnikow-Haus in Moskau. Heute wohnt der Sohn des Architekten darin.

Melnikow wurde 1890 in einer Arbeiterfamilie geboren und schloss 1902 eine kirchlich orientierte Schule ab. Anschließend arbeitete er als Laufjunge in einer Handelsfirma. 1905 trat er mit Hilfe eines reichen Förderers in die Moskauer Fachschule für Malerei, Baukunst und Bildhauerei ein, wo er 1914 seinen Abschluss in Malerei und 1917 in Architektur erhielt.
Seine ersten Arbeiten waren noch von der klassizistischen Architektur des Jahrhundertwechsels geprägt, so etwa seine Beiträge zu der ersten russischen Autofabrik AMO in Moskau, wo er während der Arbeiten 1916 bis 1918 die Oktoberrevolution erlebte. In den Folgejahren war er an mehreren Bauprojekten beteiligt.
Einen Richtungswechsel bedeutete seine Lehrtätigkeit an der Moskauer Staatlichen Künstlerisch-Technischen Meisterschule (Wchutemas/Вхутемас). Das erste Ergebnis seines neuen Stils war der Ausstellungspavillon Machorka auf der Allrussischen Landwirtschafts- und Handwerksausstellung 1923. Der Sarkophag für das Lenin-Mausoleum wurde 1924 nach Melnikows Entwürfen erbaut.
Der sowjetische Pavillon auf der Pariser Internationalen Kunstgewerbeausstellung 1925 erregte internationale Aufmerksamkeit: Das Gebäude, eine Verbindung von Glas und Holzskelett-Elementen, galt als einer der progressivsten Bauten der Ausstellung. Einflüsse des fünf Jahre älteren Wladimir Tatlin und seines Konstruktivismus waren sichtbar.
Weitere Projekte in Moskau waren das Kautschuk-Klubhaus (1927/28) und das Kulturhaus Rusakow (1927/29). Im gleichen Jahr wurde nach seinen Planungen das Parkhaus für die staatliche Planungsbehörde Gosplan in Moskau gebaut. In den Jahren 1926 bis 1929 wurde in Moskau die im Volksmund Hufeisengarage genannte, zentrale Garage für Lastkraftwagen und Busse mit angeschlossener Werkstatt in der Nowo-Rjasanskaja-Straße errichtet.
Trotz eines hohen technischen Niveaus seiner Bauten hinterfragte Melnikow immer wieder die Grundprämisse der Funktionalität; seine Arbeiten erinnerten häufig eher an abstrakte Skulpturen denn an Zweckgebäude. Eines seiner berühmtesten Gebäude, das „Haus Melnikow“ (1928–1931) in der Moskauer Kriwoarbatski-Gasse (Kriwoarbatski Pereulok 10), besteht aus zwei zylindrischen Türmen, unterbrochen von sechseckigen Fenstern.
1934 bis 1937 unterrichtete Melnikow am Moskauer Architektur-Institut; in dieser Zeit erlebte er bereits Kritik an seinen „Fantastereien“ und konnte viele seiner Entwürfe nicht mehr realisieren. Er lebte zurückgezogen und trat erst 1964 wieder mit einem Wettbewerbsbeitrag für den Pavillon zur Weltausstellung 1967 in Montréal an die Öffentlichkeit.
Melnikow starb am 28. November 1974 in Moskau und wurde dort auf dem Wwedenskoje-Friedhof beigesetzt.